# Rosalia Rothansl
Rosalia Rothansl (* 20. Februar 1870 in Wien; † 1. August 1945 in Kierling) war eine österreichische Textilkünstlerin, Kunsthandwerkerin, Textilrestauratorin, Professorin und Malerin.

## Leben und Werk
Rosalia (auch Rosa) Rothansl war eine Schwester des akademischen Malers, Bildhauers und Kunsterziehers Edmund Rothansl (1876–1937).
Sie war Lehrerin für Kunststickerei und Handweberei an der Wiener Kunstgewerbeschule. Rothansl erhielt 1920 als erste Frau an dieser Anstalt nach fast 20-jähriger Tätigkeit den Professorentitel verliehen, bevor sie 1925 in den Ruhestand ging.
Sie war eine Textil-, Teppich- und Gobelinspezialistin. Rosa Rothansl stellte auf der Kunstschau Wien 1908 Stickereien, Bandflechtarbeiten und Webereien, eine blaue Batisttoilette mit Batikdekor, ein Abendkleid mit Goldstickerei aus schwarzer Seide sowie ein Ballkleid aus weißer Seide mit geflochtenem Jäckchen aus. Sie schuf mit ihren Schülerinnen um 1911 das Marien-Ornat für das Stift Klosterneuburg, eine herausragende kunsthandwerkliche Arbeit des Jugendstils (Entwurf: Anton Hofer; Leitung der Ausführung: Rosa Rothansl; Ausführung der figuralen Teile: Maria Bernhuber und Marie Händler; Ornamentausführung: Grete Berger, Irene Blahy, Helene Klimt, Paula Lustig). Es wird seither in der Schatzkammer des Stifts verwahrt.
Adele von Stark (Email) und Rosalia Rothansl (Textil) waren Pionierinnen der Objektrestaurierung. Das „Atelier für Kunstweberei und Restaurierung“ unter der Leitung von Leopoldine Guttmann und den Mitarbeiterinnen Rosalie Rothansl sowie der Laborantin Luise Zellner (1875–o. A.) bestand von 1902 bis 1910 und bearbeitete repräsentative, lukrative, höfische Aufträge. Es war damit die erste offizielle Restaurierungsklasse der Kunstgewerbeschule. Rothansl und wohl auch Guttmann und Zellner hatten bereits vorher über vier Jahre lang das sogenannte Paradebett, eine Raumausstattung Maria Theresias in der Hofburg (heute in Schloss Schönbrunn untergebracht) restauriert. Die damalige Methodik und Ethik wirkt heute erstaunlich zeitgemäß. 1914/15 überwachte und leitete Rothansl die Restaurierarbeiten an einem wertvollen Ornat des Chorherrenstifts Klosterneuburg.
Die Kostüm- und Modesammlung der Universität für angewandte Kunst Wien war ursprünglich eine Kostümsammlung, die für die Malereiausbildung der k.k. Kunstgewerbeschule genutzt worden war. Sie wurde erstmals nennenswert erweitert, als Rosalia Rothansl die Verantwortung über den Bestand übernahm. Sie erwarb rund 330 textile Arbeiten ihrer Schüler und Schülerinnen und legte damit den Grundstein für eine Sammlung an den Schnittstellen von Kunst, Mode und Textilarbeiten.
Rothansl war in den Kriegsjahren mit der Betreuung von Kriegsopfern beschäftigt. Sie unterrichtete rekonvaleszente Soldaten im Sticken und Schnurdrehen.
Rosalia Rothansl starb 1945 und wurde auf dem Kierlinger Pfarrfriedhof im Familiengrab neben ihrem Bruder bestattet.

## Arbeiten (Auswahl)

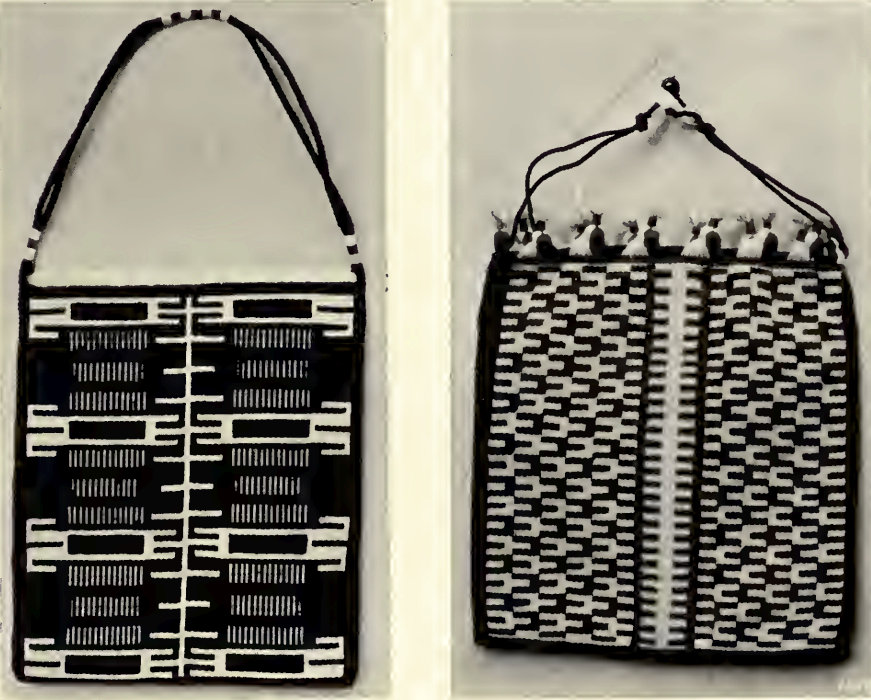
Handgewebte Täschchen, ausgeführt von R. Rothansl und Zovetti

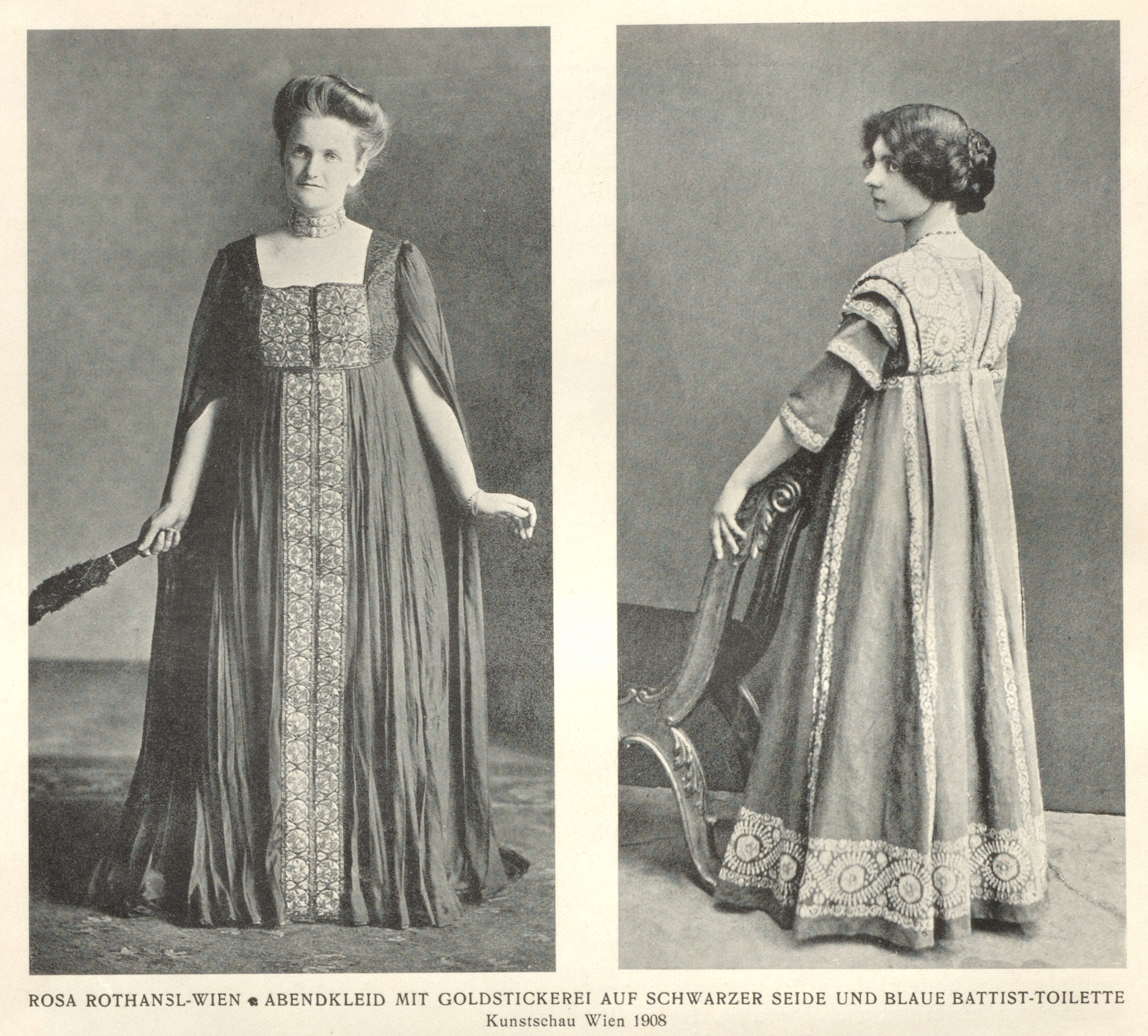
Abendkleid mit Goldstickerei und blaue Battist-Toilette, 1908

- Abendkleid mit Goldstickerei aus schwarzer Seide[9]
- Blaue Battist-Toilette[9]
- Kissen und handgewebte Täschchen[10]
- Marien-Ornat[11][5]
- Haube[11]

## Ausstellungen (Auswahl)
- 1902: Ausstellung der Vereinigung Bildender Künstler Österreichs Secession Wien[12]
- 1906: XXVI. Ausstellung der Vereinigung Bildender Künstler Österreichs Secession Wien[13]
- 1908: Kunstschau Wien[4]
- 1908: Dresdener Kunstausstellung[14]
- 1909: Kunstschau Wien[15]
- 1911: Ausstellung der Kunstgewerbeschule im Österreichischen Museum für Kunst und Industrie[5]
- 1914: Kunstgewerbeausstellung Österreichisches Museum für Kunst und Industrie[16]
- 1915: Kunstgewerbeausstellung Österreichisches Museum für Kunst und Industrie[17]
- 1915: Ausstellung künstlerischer Kriegserinnerungen, Erzherzog-Rainer-Museum, Brünn[18]
- 1925: Exposition internationale des arts décoratifs et industriels modernes, Paris

## Schülerinnen und Schüler
- Helene Bernatzik (1888–1967), Textilkünstlerin und Kunsthandwerkerin
- Camilla Birke (1905–1988), Textilkünstlerin und Kunstgewerblerin
- Margarete Bistron-Lausch (* 1906), Bildhauerin, Kunsthandwerkerin und Malerin[19]
- Irene Blahy (1888–1975), Textilkünstlerin und Fotografin
- Elly Cornaro-Gschließer (1900–1987), Malerin, Graphikerin, Zeichnerin und Kunstgewerblerin[20]
- Friedl Dicker (1898–1944), Malerin, Designerin, Kunsthandwerkerin und Innenarchitektin[21]
- Paula Graischer (1895–1959), Kunstgewerblerin, Stickerin, Entwurfszeichnerin, Raumgestalterin und Bildhauerin[22]
- May Hofer (1896–2000), Textil- und Emaillekünstlerin
- Hilda Jesser-Schmid (1894–1985), Malerin, Grafikerin, Textilkünstlerin und Hochschullehrerin[23]
- Franziska Kantor (* 1903), Malerin und Bildhauerin
- Elisabeth Karlinsky (1904–1994), Malerin und Kunstgewerblerin[24]
- Mela Köhler (1885–1960), Malerin, Grafikerin und Illustratorin[25]
- Maria Likarz (1893–1971), Designerin, Grafikerin[21]
- Paula Lustig (1891–1983), Kunstgewerblerin, Textilkünstlerin[26]
- Gustav Marisch (1887–1961), Grafiker, Maler, Kunstgewerbler und Kunsthandwerker[27]
- Friederike Nechansky-Stotz (1904–1993), Grafikerin, Emaillekünstlerin und Kunsthandwerkerin[28]
- Otto Niedermoser (1903–1976), Szenenbildner, Architekt und Hochschullehrer[29]
- Anna Plischke (1895–1983), österreichisch-neuseeländische Gartenarchitektin
- Maria Pranke (1891–o.A.), Kunsthandwerkerin[30]
- Anna Rothziegel (1894–1979), Kunsthandwerkerin, Textilkünstlerin[30]
- Felice Rix-Ueno (1893–1967), Malerin, Grafikerin und Textilkünstlerin[21]
- Mizzi Schreiner (1888–1974), Emailkünstlerin[30]
- Max Snischek (1891–1958), Textilkünstler, Modezeichner, Maler, Schmuckdesigner, Grafiker[31]
- Elli Stoi (1902–1994), Künstlerin, Puppen- und Stofftierdesignerin, Sammlerin von Spielzeug[32][33]
- Luise Stoll (1889–1960), Textilkünstlerin, Modedesignerin[30]
- Pola Stout (1902–1984), Textildesignerin[34]
- Mizzi Vogl (1884–1968), Kunsthandwerkerin, Textilkünstlerin, Fachklassenleiterin[30]
- Alice Wanke (1873–1939), Graphikerin, Illustratorin und Kunstgewerblerin[35][36]
- Gertrud Weinberger (1897–o.A.), Kunsthandwerkerin[30]
- Rosa Weiser (1897–1980 oder 1982), Architektin
- Vally Wieselthier (1895–1945), Keramikkünstlerin, Glaskünstlerin und Textilkünstlerin
- Emmy Zweybrück (1890–1956), Kunsthandwerkerin, Textilkünstlerin, Gebrauchsgrafikerin, Kunstpädagogin[30]

## Ehrungen
- 2018: Benennung des Geschwister Rothansl Parks in Kierling nach Rosalia und Edmund Rothansl[37]